# 200. peruť (Izrael)
200. peruť (hebrejsky טייסת 200‎), také známá jako Peruť bezpilotních letadel, je peruť Izraelského letectva vybavená bezpilotními stroji IAI Heron. Dislokována je na základně Palmachim. Jedná se o historicky první jednotku Izraelského letectva provozující bezpilotní stroje, vzniklou již v roce 1971.